# Charles Falk
Charles Robert Mikael Falk, född 5 juni 1957 i Karlskoga i Värmland, är en svensk pianist, kompositör, arrangör och skådespelare (han har haft mindre film- och tv-roller sedan 1987). Falk är kanske mest känd för att ha varit ledande kapellmästare åt Den ofattbara orkestern som brukar vara husband åt Galenskaparna och After Shave under deras produktioner.
Charles Falk har varit med och arrangerat samt skrivit låtar med Galenskaparna och Aftershave, bland annat alla introlåtar till TV-serien Macken.